# Девід Рокфеллер

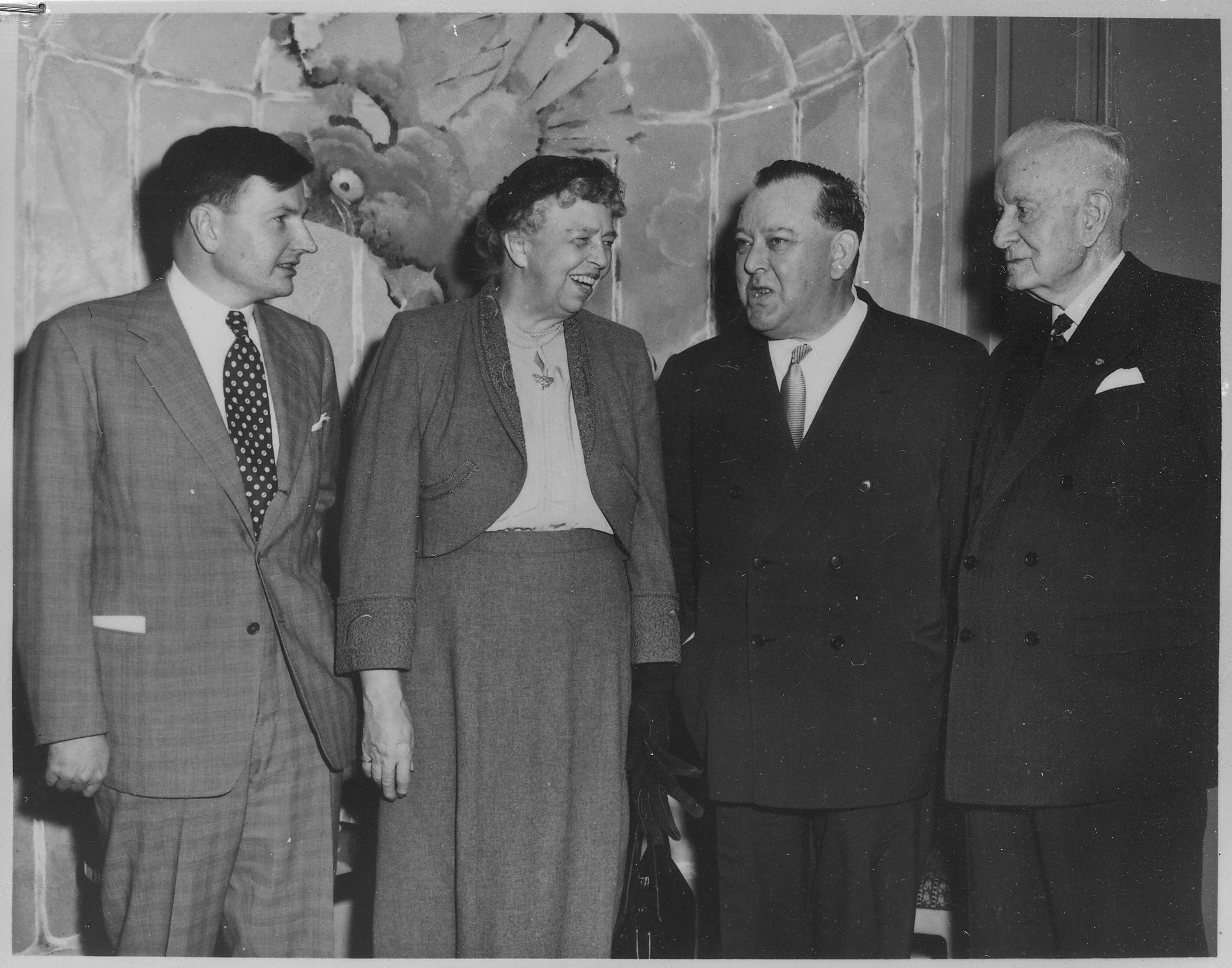
Девід Рокфеллер (перший зліва)

Де́від Рокфе́ллер старший (англ. David Rockefeller Sr.; 12 червня 1915 — 20 березня 2017) — американський банкір, державний діяч, глобаліст та голова дому Рокфеллерів. Онук нафтового магната і першого в історії мільярдера Джона Д. Рокфеллера, засновника Стандарт Ойл, син Джона Рокфеллера молодшого. Рідний брат 41-го віце-президента США Нельсона Рокфеллера і 37-го губернатора штату Арканзас Вінтропа Рокфеллера. Результати діяльності Девіда Рокфеллера як глобаліста породили думки, що саме він є найвпливовішою людиною новітньої світової історії, особисті погляди якого визначають основні напрямки її розвитку.

## Біографія
Народився в Нью-Йорку в будинку 10, по 54-ій західній вулиці. У 1936 році закінчив Гарвардський університет, провчився рік у Лондонській школі економіки. У 1940 році захистив ступінь доктора економіки в Чиказькому університеті, його дисертація називалася «невикористовувані ресурси та економічні втрати» англ. Unused Resources and Economic Waste. У цьому ж році він вперше почав працювати на державній службі, став секретарем мера Нью-Йорка Фіорелло Ла Ґуардія. З 1941 по 1942 рік Девід Рокфеллер працював у Департаменті оборони, охорони здоров'я і соціального забезпечення. У травні 1942 року він вступив рядовим на військову службу, до 1945 року дослужився до звання капітана. У роки війни він перебував у Північній Африці та Франції, працюючи на військову розвідку. Після війни брав участь у різних сімейних ділових проектах, в 1947 році став директором Ради з міжнародних відносин (англ. Council on Foreign Relations). У 1946 році почалася його довга кар'єра в Чейз Манхеттен Банку, президентом якого він став 1 січня 1961 року.

## Погляди
Рокфеллер відомий як один з перших і найвпливовіших ідеологів глобалізації і неоконсерватизму. Йому приписується фраза, імовірно сказана ним на засіданні Більдерберзького клубу в Баден-Бадені, Німеччина, у 1991 році:
Ми вдячні «The Washington Post», «The New York Times», журналу «Time» та іншим видатним виданням, керівники яких майже сорок років відвідували наші зустрічі і дотримувалися їх конфіденційність. Ми були б не в змозі розробити наш план світу, якщо б всі ці роки на нас були звернені вогні прожекторів. Але в наш час світ більш досвідчений та готовий крокувати в сторону світового уряду. Наднаціональний суверенітет інтелектуальної еліти і світових банкірів, безсумнівно, кращий за національне самовизначення, що практикувалося в минулих століттях. 
У 2002 р. на стор. 405 виданих ним мемуарів (видання англійською мовою) пан Рокфеллер пише:

«Протягом вже більше ста років ідеологічні екстремісти на всіх кінцях політичного спектру з ентузіазмом посилаються на деякі відомі події, такі як мій невдалий досвід з Кастро, для того, щоб звинуватити родину Рокфеллерів у всеосяжному загрозливому впливі, який, як вони заявляють, ми спричиняємо на американські політичні й економічні інститути. Деякі навіть вважають, що ми є частиною секретної політичної групи, яка працює проти інтересів Сполучених Штатів, і характеризують мою родину і мене як „інтернаціоналістів“, що вступили в змову з іншими групами по всьому світу для побудови більш інтегрованої глобальної політичної і економічної структури — єдиного світу, якщо завгодно. Якщо звинувачення полягає в цьому, то, я визнаю себе винним, і я цим пишаюсь».

Прихильник обмеження та контролю над народжуваністю у всесвітньому масштабі. Побоювання Девіда Рокфеллера викликає зростаюче споживання енергії та води, а також забруднення атмосферного повітря через зростання населення Землі. На конференції ООН в 2008 р. закликав ООН знайти «задовільні способи для стабілізації чисельності населення Землі».

## Благодійність
У листопаді 2006 р. газета Нью-Йорк Таймс оцінила загальний розмір зроблених ним пожертвувань в суму понад 900 мільйонів доларів.
У 2008 році Рокфеллер пожертвував 100 млн доларів своїй альма-матер Гарвардському університеті, що стало найбільшим приватним пожертвуванням за його історію.

## Більдерберзький клуб
Переконаний глобаліст в силу впливу свого батька, Девід в ранньому віці розширив свої зв'язки з початком участі у зборах Більдерберзького елітного клубу. Його участь у засіданнях Клубу почалася у 1954 р. з найпершого голландського збору. Протягом десятиліть він є постійним учасником засідань Клубу та членом т. н. «Комітету керуючих», який визначає перелік осіб, що будуть запрошені на наступні річні збори. У цей список включаються найзначніші національні лідери, які потім виходять на вибори у відповідній країні. Так було, наприклад, з Біллом Клінтоном, який вперше взяв участь у засіданнях Клубу ще в 1991 р., будучи губернатором Арканзасу (з цього і подібних епізодів народжуються думки, що за національними лідерами стають особи, підтримувані Більдерберзьким Клубом, або навіть що Більдерберзький клуб вирішує, кому бути лідером тієї чи іншої країни).

## Рада з міжнародних відносин
У 1954 р. Девід Рокфеллер став наймолодшим в історії директором Ради з міжнародних відносин, в 1970—1985 рр.. він очолював його раду директорів, а пізніше був почесним головою ради директорів.

## Тристороння комісія
Заснована Девідом Рокфеллерів в липні 1973 р.

## Соратники
- Генрі Кіссинджер
- Збігнєв Бжезинський

## Зустрічі зі світовими лідерами
Девід Рокфеллер зустрічався з відомими політиками багатьох країн. Серед них:
- Микита Хрущов (серпень 1964, приблизно за 2 місяці до зміщення Хрущова)

Зустріч тривала 2 години 15 хвилин. Девід Рокфеллер назвав її «цікавою». За його словами, Хрущов говорив про необхідність збільшення торговельного обороту між СРСР і США (New York Times September 12, 1964).
- Олексій Косигін (21 травня 1973 р.)

Деталі зустрічі не розголошувалися. За офіційними даними, обговорювалося питання щодо торгових відносин між СРСР і США напередодні прийняття Конгресом США поправки Джексона-Веніка щодо обмежень торгових відносин з СРСР. В інтерв'ю газеті «Нью-Йорк Таймс» від 22 травня 1973 р. Д. Рокфеллер повідомив:

«Здається, радянські лідери впевнені в тому, що президент Ніксон доб'ється [в Конгресі] введення для СРСР режиму найбільшого сприяння в торгівлі».

Проте цього не сталося і поправка Джексона-Веніка була прийнята в 1974 р.
- Фідель Кастро (?? −2001) Чжоу Еньлай, Ден Сяопін, останній шах Ірану.
- Президент Єгипту Анвар Садат.

22 березня 1976 р. Д. Рокфеллер «погодився стати неформальним фінансовим радником» А. Садата. Через 18 місяців Садат оголосив про готовність здійснити візит в Ізраїль, а ще через 10 місяців були підписані Кемп-Девідські угоди, що змінили геополітичну обстановку на Близькому Сході на користь США.
- Михайло Горбачов (1989, 1991, 1992)

У 1989 р. Девід Рокфеллер відвідав тодішній СРСР на чолі делегації Тристоронньої комісії, що включала Генрі Кіссинджера, колишнього французького президента Жіскар Д'Естена (члена Більдерберзького Клубу та згодом головного редактора конституції ЄС), колишнього прем'єр-міністра Японії Ясухіро Накасоне, і Вільяма Хайленда, редактора видаваного Радою з Міжнародним відносинам журналу Foreign Affairs. На зустрічі з Михайлом Горбачовим делегація цікавилася тим, як СРСР збирається інтегруватися у світову економіку і отримала відповідні пояснення Михайла Горбачова.
Наступна зустріч Девіда Рокфеллера та інших представників Тристоронньої комісії та Михайла Горбачова з участю його оточення відбулася в Москві в 1991 р.
Потім М. С. Горбачов відвідав Нью-Йорк. 12 травня 1992 р., вже будучи приватною особою, він зустрівся з Рокфеллером в готелі «Уолдорф Асторія».
Офіційною метою візиту були переговори про отримання Михайлом Горбачовим фінансової допомоги в сумі 75 мільйонів доларів для організації глобального фонду і «президентської (?) Бібліотеки за американським зразком».
Переговори тривали протягом години. Наступного дня в інтерв'ю газеті «Нью Йорк Таймс» Девід Рокфеллер повідомив, що Михайло Горбачов був «дуже енергійний, надзвичайно живий і сповнений ідей».
20 жовтня 2003 р. Девід Рокфеллер прибув в Росію. Офіційна мета візиту — презентація російського перекладу його мемуарів. В цей же день Девід Рокфеллер зустрівся з мером Москви Юрієм Лужковим.

## Інша діяльність
У 1992 р. він очолював Російсько-Американський Банківський Форум — групу радників, спрямованих головою Федерального Резервного Банку Нью-Йорка за підтримки Президента Росії Бориса Єльцина для вироблення заходів для модернізації банківської системи Росії.

## Дружина, діти, резиденція
Девід Рокфеллер одружився з Маргарет «Пеггі» Макграф (1915—1996) 7 вересня 1940 р. Вона була дочкою партнера відомої юридичної фірми Уолл-стріт. У них народилося шестеро дітей:
1. Девід Рокфеллер мл. (р. 24 липня 1941 р.) — віце-президент «Рокфеллер Фемілі Анд Ассошіейтс»; голова ради директорів «Рокфеллер Файнешнл Сервисез»; керуючий трасту «Рокфеллер Фаундейшн».
2. Еббі Рокфеллер (нар. 1943) — старша дочка, бунтарка, вона була прихильником марксизму, захоплювалася Фіделем Кастро, в кінці 60-х — початку 70-х була затятою феміністкою, що належала до організації Жіноче Звільнення.
3. Нева Рокфеллер Гудвін (нар. 1944) — економіст і філантроп. Вона є директором Глобал Девелопмент Анд Енвайромент Інстітьют.
4. Пеггі Дьюлані (нар. 1947) — засновниця Сінергос Інстіт'ют в 1986 р., член ради директорів Ради з міжнародних відносин, працює в комітеті радників Центру Девіда Рокфеллера по Вивченню Латинської Америки в Гарвардському Університеті.
5. Річард Рокфеллер (нар. 1949 р.) — фізик і філантроп, голова Ради директорів міжнародної групи «Лікарі без кордонів», керуючий трасту «Фонд Братів Рокфеллерів».
6. Ейлін Рокфеллер Гроуелд (нар. 1952 р.) — венчурний філантроп, в 2002 р. заснувала у Нью-Йорку фонд «Рокфеллер Філантроп Едвайзерс».

За станом на 2002 р. у Девіда Рокфеллера було 10 онуків: діти сина Девіда: Аріан і Камілла, діти дочки Неви: Девід, Міранда, діти дочки Пеггі: Майкл, діти сина Річарда: Клей і Ребека, діти дочки Еббі: Крістофер, діти дочки Ейлін: Денні та Адам.
Одна з його онук, Міранда Дункан (нар. в 1971 р.), звернула на себе увагу преси у квітні 2005 р., коли вона публічно, без пояснення причин пішла у відставку з поста слідчого у справі про корупцію за програмою ООН «Нафта в обмін на продовольство».
Головною резиденцією Рокфеллера є резиденція Хадсон Пайнс, розташована на фамільних землях в окрузі Вестчестер. Йому належить також резиденція на Манхеттені, Нью-Йорк, за адресою 65 Іст Стріт, а також заміська резиденція відома як «Чотири вітри» в Лівінгстоні, штат Нью-Йорк, округа Колумбія, де його дружина заснувала м'ясну ферму «Сімментал» (за назвою долини в Швейцарських Альпах).

## Пересадки органів
Девід Рокфелеру 6 разів пересадили серце (останній раз в 2015 році, коли йому було 99 років) і один раз нирки.

## Праці
- Unused Resources and Economic Waste, Doctoral dissertation, University of Chicago Press, 1941;
- Creative Management in Banking, «Kinsey Foundation Lectures» series, New York: McGraw-Hill, 1964;
- New Roles for Multinational Banks in the Middle East, Cairo, Egypt: General Egyptian Book Organization, 1976;
- Memoirs, New York: Random House, 2002. (Рокфеллер Девід. «Банкір у двадцятому столітті». Мемуари. / Пер. З англ. — ISBN 55-7133-1182-1 — 564 с, 2003 р.)